# Kwon Yu-ri
Kwon Yu-ri (hangul: 권유리), även känd under artistnamnet Yuri, född 5 december 1989 i Goyang, är en sydkoreansk sångerska och skådespelare.
Hon har varit medlem i den sydkoreanska tjejgruppen Girls' Generation sedan gruppen debuterade 2007. Yuri har som skådespelare haft huvudroller i ett flertal TV-draman.

## Diskografi

### Singlar
| År   | Titel                             | Topplacering          |
| År   | Titel                             | Sydkorea (Gaon Chart) |
| ---- | --------------------------------- | --------------------- |
| 2016 | "Secret" (med Seohyun) SM Station | 149                   |

### Soundtrack
| År   | Titel                               | Topplacering          | Film/Serie   |
| År   | Titel                               | Sydkorea (Gaon Chart) | Film/Serie   |
| ---- | ----------------------------------- | --------------------- | ------------ |
| 2008 | "Kkok" (med Sooyoung)               | —                     | Working Mom  |
| 2013 | "Bling Star" (med Masyta Band)      | —                     | No Breathing |
| 2013 | "Twinkle Twinkle" (med Masyta Band) | —                     | No Breathing |

## Filmografi

### Film
| År   | Titel                     | Roll                  |
| ---- | ------------------------- | --------------------- |
| 2007 | Attack on the Pin-Up Boys | ballerina (cameoroll) |
| 2013 | No Breathing              | Jung-eun              |

### TV-drama
| År   | Titel                  | Kanal | Roll                  |
| ---- | ---------------------- | ----- | --------------------- |
| 2007 | Unstoppable Marriage   | KBS   | Kwon Yu-ri            |
| 2012 | Fashion King           | SBS   | Choi An-na            |
| 2015 | Kill Me, Heal Me       | MBC   | Ahn Yo-na (cameoroll) |
| 2016 | Neighborhood Hero      | OCN   | Bae Jung-yeon         |
| 2016 | Gogh, The Starry Night | Sohu  | Go-ho                 |
| 2017 | Defendant              | SBS   | Seo Eun-hye           |